# Friedenstraße (Wesel)
Die Friedenstraße ist eine Innerortsstraße in Wesel am Niederrhein. Sie ist eine Hauptachse der Ortsteile Fusternberg und Schepersfeld.

## Lage
Die Friedenstraße verläuft in Nord-Süd-Richtung auf einer Länge von eineinhalb Kilometern entlang der westlich von ihr gelegenen Bahnanlagen der Strecken Oberhausen–Arnheim bzw. Wesel–Bocholt. In ihrem südlichen Teil führt sie direkt an der Ostseite des Bahnhofs Wesel vorbei, der von der Friedenstraße aus über einen Tunnel zugänglich ist. Entlang der Straße liegen in der direkten Umgebung des Bahnhofs P & R-Anlagen mit rund 450 Parkplätzen.
Während auf ihrer Westseite die Bahnanlagen und auf deren anderer Seite die Innenstadt liegen, schließt sich östlich an die Friedenstraße direkt Wohnbebauung der Ortsteile Fusternberg und Schepersfeld an. Im Süden beginnt die Friedenstraße an einem Kreisverkehr in direkter Nähe der Niederrheinhalle. Dieser Kreisverkehr bindet auch an die zentral durch Fusternberg führende Kurt-Kräcker-Straße sowie eine zur Innenstadt führende Unterführung unter die Bahnstrecke an. Etwa in ihrer Mitte wird die Friedenstraße ebenso wie die Bahnanlagen von einer Brücke der Bundesstraße 58 (Schermbecker Landstraße) überquert, eine Verbindung zur Bundesstraße besteht jedoch nur über Nebenstraßen. Die B 58 markiert zugleich den Übergang vom südlich gelegenen Ortsteil Fusternberg ins nördlich davon gelegene Schepersfeld. Auch im Schepersfelder Bereich schließt die Friedenstraße an mehreren Seitenstraßen an. Kurz vor ihrem nördlichen Ende liegt auf ihrer Westseite die 1902 eröffnete Reitzenstein-Kaserne, die inzwischen als Wohnanlage gestaltet ist. An ihrem nördlichen Ende führt die Friedenstraße auf eine Verbindung, die Richtung Westen über eine Brücke die Bahnanlagen quert und auf dem Innenstadtring auskommt und Richtung Osten an die Bundesstraße 70 Richtung Borken anbindet.
Lediglich eine einzige Buslinie verläuft direkt über die Friedenstraße. Auf der Westseite des Bahnhofs am Franz-Etzel-Platz befindet sich jedoch der zentrale Busbahnhof der Stadt, welcher von einer Vielzahl an Buslinien bedient wird.

## Geschichte
Bedingt durch die Festung Wesel konnte sich die Stadt bis etwa 1890 nicht über enge Grenzen ausdehnen. Allerdings gab es schon vor 1890 ländliche Siedlungsstrukturen in den Ortsteilen Schepersfeld und Fusternberg, zudem war auch der Weseler Bahnhof an seiner heutigen Stelle außerhalb der Festungsmauern entstanden. Ab 1890 bekam auch das Gebiet östlich der Bahnanlagen eine zunehmend städtische Prägung und von 1900 bis 1902 entstand an der heutigen Friedenstraße die ursprünglich militärisch genutzte Reitzenstein-Kaserne. In Schepersfeld und Fusternberg kam während des Zweiten Weltkriegs anders als in der nahegelegenen Innenstadt nicht zu großflächigen Zerstörungen. Bauten, die um 1900 kurz nach der Entfestigung entstanden, sind daher teils bis heute erhalten geblieben. Neben der Reitzenstein-Kaserne zählt dazu ein 1904 erbautes Gebäude des Mineralmahlwerks Welsch nahe dem Bahnhof, welches 2010 komplett umgebaut wurde.
Viele Bürger aus der Innenstadt fanden in den wenig zerstörten Wohngebieten östlich des Bahnhofs 1945 eine Unterkunft, zudem verlagerten sich zahlreiche Institutionen insbesondere nach Schepersfeld. In einem Gebäude an der Ecke Friedenstraße/Quadenweg war ab Sommer 1945 die Stadtverwaltung vorübergehend untergebracht. Ab dem 1. August 1949 war die ebenfalls an der Friedenstraße gelegene Reitzenstein-Kaserne der Verwaltungssitz und zudem Standort der Stadtbücherei Wesel. 1952 wurden sowohl die Verwaltung als auch die Bücherei in die Innenstadt zurückverlegt. Auch die Einsatzfahrzeuge der örtlichen Feuerwehr standen in den ersten Nachkriegsjahren an der Friedenstraße. Der heutige Straßenname geht ebenfalls auf die Nachkriegsjahre zurück. Am 9. Juli 1947 wurde die Artilleriestraße durch Beschluss des Stadtrats in Friedenstraße umbenannt. Hintergrund war die Bestrebung, Straßennamen mit militärischem Hintergrund möglichst aufzuheben, was stadtweit jedoch nur teilweise umgesetzt wurde.
2002 begann eine Planungsphase zur Erneuerung des Weseler Bahnhofs, durch welche die Friedenstraße direkt an den Bahnhof angeschlossen werden sollte. Sie sah den Durchstich des Bahnhoftunnels unter den Gleisen Richtung Fusternberg und die Schaffung von P & R-Anlagen entlang der Friedenstraße vor. Zuvor war der Bahnhof von der Fusternberger Seite aus nur über einen etwas abseits gelegenen Durchgangstunnel erreichbar. 2008 wurde der Durchstich des Bahnhofstunnels fertiggestellt und so eine direkte Verbindung von der Friedenstraße zu den Bahnsteigen geschaffen. Mit der Eröffnung des letzten Parkplatzes wurde 2014 der Bau der P & R-Anlage mit rund 450 Plätzen abgeschlossen. Im Rahmen der Baumaßnahmen war auch der entlang des Bahnhofs verlaufende Abschnitt der Friedenstraße erneuert worden.